# 千葉胤成
千葉 胤成（ちば たねなり、1884年9月21日 - 1972年3月18日）は、日本の心理学者。東北大学名誉教授。

## 経歴
出生から修学期
1884年、宮城県生まれ。1909年、京都帝国大学文科大学心理学科を卒業。
心理学研究者として(戦前)
1917年より京都帝国大学の助教授となり、ドイツのライプツィヒ大学に留学し、ヴィルヘルム・ヴントの心理学を研究。母校の京都帝国大学西田幾多郎のもとで1922年に文学博士号を取得。1923年より東北帝国大学文学部教授となり、心理学講座を開設した。大学では、佐武安太郎と同僚で、後の「ヴント文庫」を購入。雑誌Tohoku Psychologica Foliaの刊行も開始。1940年に建国大学教授を命じられ、満州国に渡った。
太平洋戦争後
戦後は仙台市立第四中学校長、宮城県教育研究所所長をつとめた。1949年に新潟大学教授に就き、教育学部長を務めた。1952年より東北大学名誉教授。定年退職後も1953年より日本大学で教授を務め、また駒澤大学教授を務めた。

## 業績・研究内容
固有意識学説
固有意識を中心とする心理学の体系化を追究した。
東北大学図書館ヴント文庫
ドイツ留学中にちょうど売りに出されていたヴィルヘルム・ヴントの蔵書を購入し、日本に持ち帰った。この蔵書は東北大学図書館納められ、「ヴント文庫」となっている。
千葉胤成文書
1972年10月に遺族より東北大学図書館に寄贈された全1004点。(1)研究教育関係（739点）、(2)東北帝国大学法文学部関係（34点）、(3)宮城県教育研究所関係（5点）、(4)新潟大学教育学部関係（27点）、(5)学会関係（50点）、(6) 書簡（149点）に分類されている。

## 著作
著書
- 『意識・無意識の問題』東宛書房 1935
- 『幼児の精神』東北帝国大学心理学研究室編、東宛書房(「生活と精神の科学」叢書) 1936
- 『現代の心理学』(現代哲学全集) 日本評論社 1940
- 『無意識の心理学』河出新書 1956
- 『日本芸術のこころ』誠信書房 1965

著作集
- 『千葉胤成著作集』(全4巻) 協同出版　1972

1. 1巻『心理学：原論と学史』
2. 2巻『無意識の心理学』
3. 3巻『教育の心理学』
4. 4巻『芸術の心理学 : 付自伝・欧文』

論文
- Cinii

## 千葉胤成に関する資料
- 「千葉胤成の出生から現在までの歩み」[6]